# The Drones
The Drones — британская рок-группа, образовавшаяся в 1975 году в Манчестере, Англия, поначалу исполнявшая паб-рок, но уже год спустя оказавшаяся одной из первых в первой волне панк-движения. Менеджером коллектива, который характеризовался как один из «самых интересных на манчестерской панк-сцене» на раннем этапе был Пол Морли, известный впоследствии рок-журналист и антрепренёр.

## История группы
The Drones образовались в Манчестере в 1975, первоначально как паб-рок-группа, под названием Rockslide, в составе: гитарист Гус Кэллендар (англ. Gus Gangrene Callendar), бас-гитарист Стив Кандалл (Steve Whisper Cundall), поющий гитарист М. Дж. Дрон (Майк Хауэллс — M.J. Drone, Mike Howells) и барабанщик Питер Хауэллс (Peter Perfect Howells). Состав выпустил сингл «Roller Coaster», не имевший успеха, изменил название, имидж и звучание — и стал одним из самых заметных на ранней манчестерской панк-сцене. Некоторое время The Drones считались популярнейшей новой группой города наряду с Buzzcocks.
При этом, согласно Punk-77, «если Slaughter & The Dogs балансировали на грани глэма, а Buzzcocks производили, пусть шумную, но поп-музыку, The Drones, определённо умевшие играть, выразили панк-энергию в самой её сути». Исполняя оригинальные композиции («Persecution Complex», «Lookalikes», «Corgi Crap») в сочетании с каверами («Search & Destroy», «My Generation») они имели немалый успех в таких клубах, как Pips, Rafters и The Electric Circus.
Вскоре, не выдержав конкуренции с Buzzcocks, Drones переехали в Лондон и там оказались в числе завсегдатаев клуба незадолго до этого созданного клуба The Roxy. Впрочем, здесь их далеко не всегда принимали тепло: фанаты XTC, который пригласили Drones в качестве разогревщиков, во время выступления устроили бунт в зале. В июле 1977 года на собственном лейбле O.H.M.S. Records The Drones выпустили дебютный «Temptations of a White Collar Worker» EP, куда вошли шесть песен. Продюсер пластинки Пол Морли, в будущем участник Art of Noise и журналист NME, взялся выполнять в группе функции менеджера.

## Дискография

### Студийные альбомы
- Further Temptations (Valer, VLRP 1, 1977)
- Sorted (Captain Oi, 1999)

### Сборники
- Expectations: Tapes From The Attic 1975—1982 (Overground, 1997)
- Further Temptations (Get Back)
- The Attic Tapes 1975-82 (Get Back)

### Синглы
- Temptations of a White Collar Worker EP (O.H.M.S., 1977)
- «Bone Idol» / «I Just Wanna Be Myself» (Valer, 1977)
- «Be My Baby» / «Lift Off the Bans» (Valer, 1978)
- «Can’t See» / «Fooled Today» (Fabulous, 1980)